# Weimar

Weimar (numele se pronunță Vaimar) este un oraș în Turingia, Germania cu o populație de 64.361 locuitori (2005). 

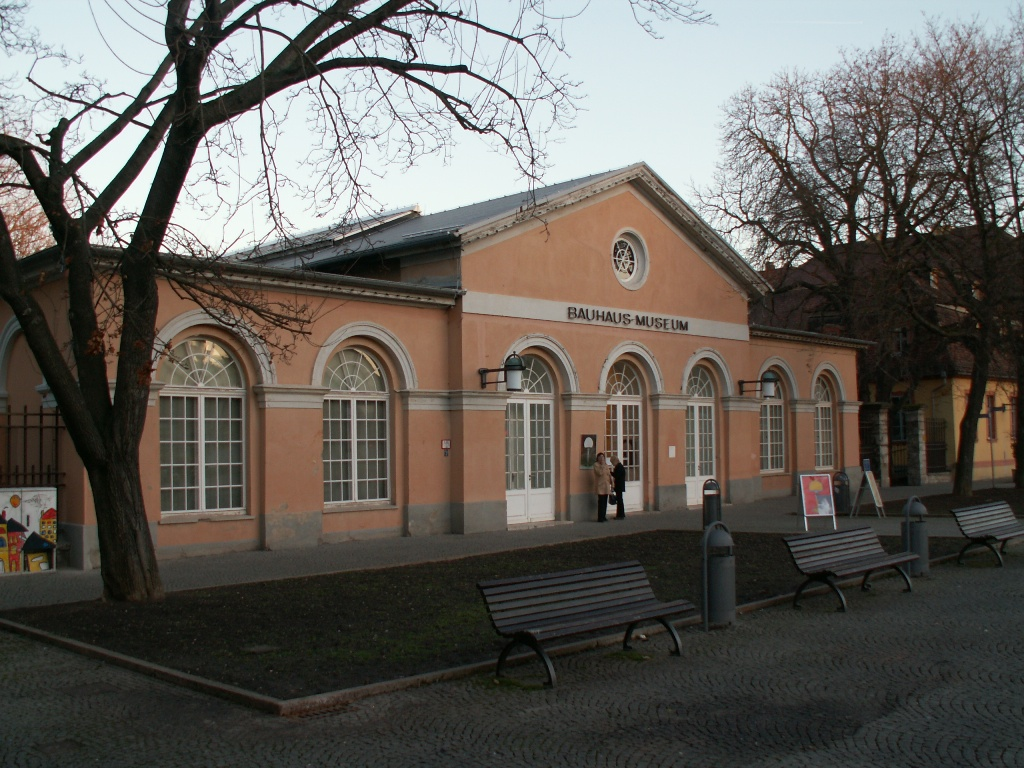
Weimar – Bauhaus (muzeu)

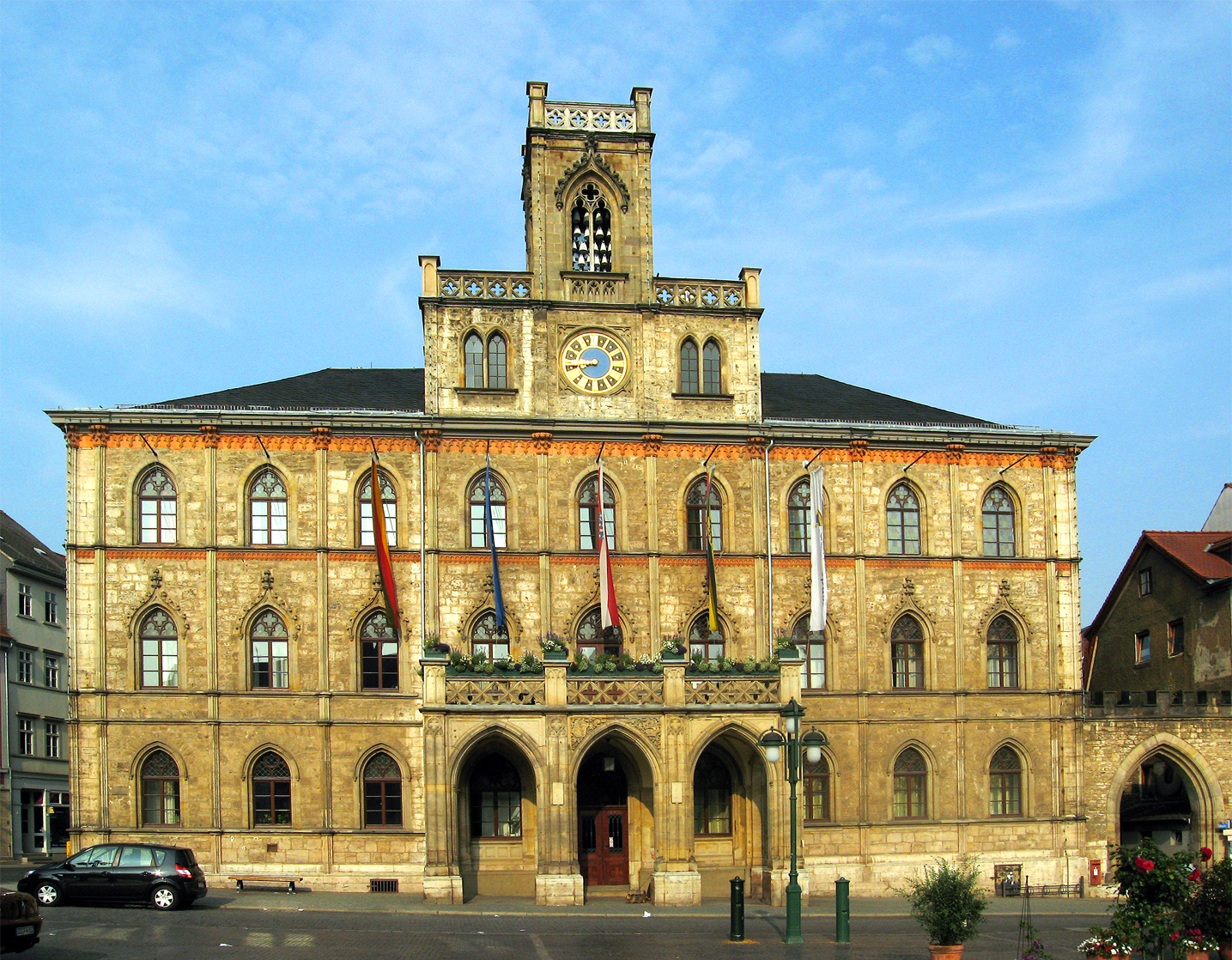
Primăria din Weimar

## Prezentare generală
În anul 1775 Johann Wolfgang von Goethe este convocat la Weimar, unde devine ministru (în germană: Geheimrat) al prințului Karl August. 
Perioada istoriei germane dintre anii 1919 - 1933 este cunoscută ca „Republica de la Weimar” (Weimarer Republik). Aici o adunare națională a convenit la producerea unei noi constituții, după abolirea monarhiei germane în urma înfrângerii națiunii în Primul Război Mondial.
„Universitatea Bauhaus din Weimar” (Bauhaus-Universität Weimar, BUW) este o universitate pentru studii creative cu sediul în Weimar. Fondată de Walter Gropius, în 1919 și numită Staatliches Bauhaus (între 1919 și 1921), cunoscută pe scurt ca Bauhaus, a reprezentat nu doar un grup de clădiri și o instituție de educație artistică și arhitecturală, ci și o puternică mișcare artistică, care a influențat semnificativ arta și arhitectura secolului al XX-lea. Începând cu anul 1993, este locul de activitate al Academiei europene de vară (European Summer Academy).
Clădirea Bauhaus din Weimar a fost înscrisă în anul 1996 pe lista patrimoniului cultural mondial UNESCO, iar centrul vechi istoric al orașului în anul 1998.

## Personalități marcante legate de Weimar
- Johann Sebastian Bach
- Johannes Brahms
- Johann Wolfgang von Goethe
- Wassily Kandinsky
- Thomas Mann
- Friedrich Nietzsche
- Friedrich von Schiller
- Arthur Schopenhauer
- Robert Schumann
- Richard Wagner

### Personalități născute aici
- Karl August (1757 - 1828), Mare Duce de Saxa-Weimar-Eisenach;
- Amalie von Imhoff (1776 - 1831), scriitoare;
- Augusta de Saxa-Weimar-Eisenach (1811 - 1890), regină, soția lui Wilhelm I al Germaniei;
- Richard Kiepert (1846 - 1915), cartograf.